# Sean Patrick Maloney

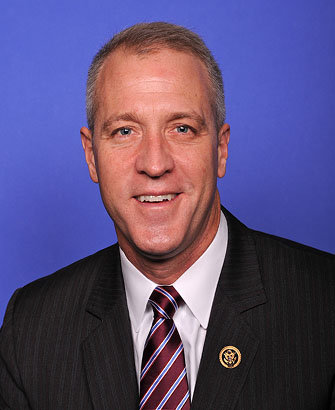
Sean Patrick Maloney (2019)

Sean Patrick Maloney (* 30. Juli 1966 in Sherbrooke, Québec, Kanada) ist ein US-amerikanischer Politiker der Demokratischen Partei. Von Januar 2013 bis Januar 2023 vertrat er den 18. Distrikt des Bundesstaats New York im US-Repräsentantenhaus. Von April 2024 bis Januar 2025 war er Ständiger Vertreter der Vereinigten Staaten bei der OECD.

## Werdegang
Maloney besuchte bis 1984 die Hanover High School in Hanover (New Hampshire). Danach studierte er bis 1986 an der Georgetown University in Washington, D.C. sowie im Anschluss an der University of Virginia in Charlottesville, wo er 1988 seinen Bachelor of Arts und 1992 seinen Juris Doctor erhielt. Danach war er als Rechtsanwalt tätig.
Maloney wohnt mit seinem Ehepartner in Cold Spring (New York). Das Paar hat drei gemeinsame Kinder.

## Politik
Politisch wurde Carson Mitglied der Demokratischen Partei. In den Jahren 1997 bis 2000 gehörte er zum erweiterten Stab von Präsident Bill Clinton.
2006 kandidierte er erfolglos für die Nominierung zum demokratischen Kandidaten für die Wahl des Attorney General des Bundesstaates New York. Danach war er von 2006 bis 2007 im Stab von Gouverneur Eliot Spitzer.
Bei der Wahl zum Repräsentantenhaus der Vereinigten Staaten 2012 wurde er als Kandidat seiner Partei in das US-Repräsentantenhaus gewählt. Dabei besiegte er die republikanische Amtsinhaberin Nan Hayworth mit 51,9 %. Bei der Wahl 2014 besiegte er erneut Hayworth, sowie den unabhängigen Scott Smith, dieses Mal mit 49,7 % der Stimmen. Im Jahr 2016 besiegte er die Republikanerin Phil Oliva wieder deutlicher mit 55,6 %.
2018 bewarb er sich erneut für das Amt des Attorney General, konnte sich in der parteiinternen Vorwahl aber erneut nicht durchsetzen. Er trat deshalb wieder für das Repräsentantenhaus an und setzte sich mit 55,5 % der Stimmen gegen James O'Donnell von der Republikanischen Partei durch. Die Wahl zum Repräsentantenhaus der Vereinigten Staaten 2020 gewann er mit 55,8 % gegen Chele Farley von den Republikanern, sowie gegen Scott Smith von der Serve America Movement Party.
Die Primary (Vorwahl) seiner Partei für die Wahlen 2022 am 23. August gewann er mit 70 % klar. Er trat dadurch am 8. November 2022 gegen Mike Lawler von der Republikanischen Partei an. Diese Wahl verlor er mit 49,4 % der Stimmen knapp und schied dadurch am 3. Januar 2023 aus dem Kongress aus.

### Ausschüsse
Maloney war zuletzt Mitglied in folgenden Ausschüssen des Repräsentantenhauses:
- Committee on Agriculture
  - Biotechnology, Horticulture, and Research
  - Commodity Exchanges, Energy, and Credit (Vorsitz)
- Committee on Transportation and Infrastructure
  - Aviation
  - Coast Guard and Maritime Transportation
  - Highways and Transit
- Permanent Select Committee on Intelligence
  - Counterterrorism, Counterintelligence, and Counterproliferation
  - Defense Intelligence and Warfighter Support

Außerdem war er Mitglied in der New Democrat Coalition sowie 19 weiteren Caucuses.